# Camerata Cornello
Camerata Cornello ist eine italienische Gemeinde (comune) in der Provinz Bergamo in der Lombardei mit 551 Einwohnern (Stand 31. Dezember 2023).
Die Fraktion Cornello dei Tasso ist Mitglied der Vereinigung I borghi più belli d’Italia (Die schönsten Orte Italiens). 

## Geographie
Camerata Cornello liegt im Tal des Brembo, etwa 20 km nördlich der Provinzhauptstadt Bergamo und 60 km nordöstlich der Metropole Mailand. Neben dem Gemeindezentrum Camerata gibt es acht Ortsteile (frazioni).
Die Nachbargemeinden sind Cassiglio, Lenna, Piazza Brembana, San Giovanni Bianco und Taleggio.

## Sehenswürdigkeiten

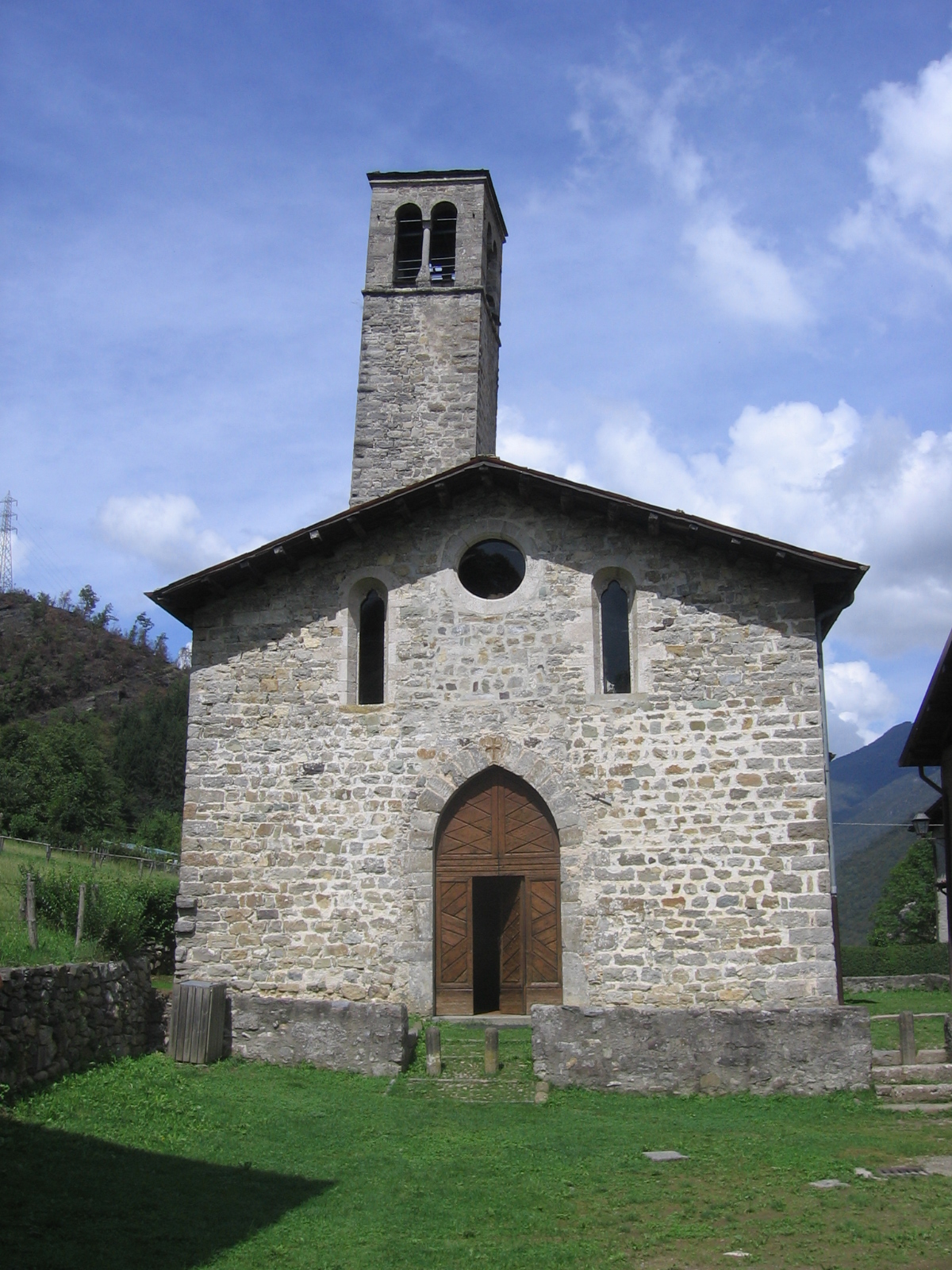
Kirche SS. Cornelio e Cipriano

Im Mittelalter war der Ort ein Handelszentrum an der Verbindung von der Lombardei ins Veltlin.
Die Kirche im Ortsteil Cornello dei Tasso stammt aus dem vierzehnten Jahrhundert, ist den Heiligen Cornelius und Cyprian gewidmet und enthält Fresken und einen romanischen Kirchturm. Der Palazzo Tasso diente als Aussichtspunkt aufgrund seiner hohen Lage. Hier war der Stammsitz der seit dem 13. Jahrhundert nachweisbaren Adelsfamilie Tasso; eine Seitenlinie sind die Thurn und Taxis. Da verschiedene Zweige der Familie Postdienste geleitet haben, ist das Museum auch der Postgeschichte gewidmet. Ein Raum des Museums ist dem Dichter Torquato Tasso gewidmet, über den J.W. Goethe ein Theaterstück geschrieben hat. Der mittelalterliche Borgo ist nur zu Fuß zu erreichen. Die Zufahrtsstraße endet auf einem Parkplatz etwa 200 m vor dem Tor.
Auch die Pfarrkirche im Hauptort Camerata, erbaut im siebzehnten Jahrhundert, findet häufig Erwähnung und ist der Heiligen Mutter Maria gewidmet. In der Kirche befinden sich auch Gemälde von Francesco Zucco.